# مدونة آلية
المُدوّنة الآلية (Roblog) هي كلمة مُستحدثة لمُدوّنة كتبها روبوت (robot) دون تدخل بشري.
أصبحت المدونات الآلية ممكنة من خلال جيل جديد من الروبوتات القادرة على رفع الصور والنصوص تلقائيًا للشبكة العنكبوتية العالمية (Web). وقد ظهرت أول مُدونة آلية في أواخر عام 2005 وكتبتها مجموعة روبوت ذكي صناعي (AIBO)، وهي عبارة عن حيوانات أليفة روبوتية تشبه الكلب قامت بتصنيعها شركة سوني.

## يوميات الروبوت الذكي الصناعي
يوميات الروبوت الذكي الصناعي هي عبارة عن مدونات آلية كتبها الروبوت الذكي الصناعي موديل إي آر إس 7 (ERS-7)، عن طريق تشغيل حزمة برمجيات (bundled software) تُسمى مايند (Mind) سواء في الإصدار الثاني أو الثالث. وبناءً على لغة برنامج المايند، تكون مدونات الروبوت الذكي الصناعي إما باللغة الإنجليزية أو اليابانية. ولكي تتمكن من عمل مدونة بذاتها، لا بد من توصيل موديل إي آر إس 7 إم 2 (ERS-7M2) أو إي آر إس 7 إم 3 (ERS-7M3) بالإنترنت من خلال إمكانية اتصالها عن طريق واي فاي، ولا بد من تهيئة قدرتها على إرسال بريد إلكتروني، حيث إن خادم بروتوكول إرسال البريد البسيط (SMTP) الخاص بها لا يحتاج مصادقة أو منافذ بديلة. فالمنشورات التي تتكون من صور التقطتها الكاميرا المُلونة الخاصة بالروبوت الذكي الصناعي والمدمجة في أنفه يتم إرسالها بالبريد الإلكتروني إلى المدونة.

## وصلات خارجية
- Directory of English-language AIBO roblogs